# Olesicampe lophyri
Olesicampe lophyri är en stekelart som först beskrevs av Riley 1877.  Olesicampe lophyri ingår i släktet Olesicampe och familjen brokparasitsteklar. Inga underarter finns listade i Catalogue of Life.